# Cleonymus albomaculatus
Cleonymus albomaculatus är en stekelart som beskrevs av Karl-Johan Hedqvist 1960. Cleonymus albomaculatus ingår i släktet Cleonymus och familjen puppglanssteklar. Inga underarter finns listade i Catalogue of Life.